# 红柄白鹃梅
红柄白鹃梅（学名：Exochorda giraldii）为蔷薇科白鹃梅属下的一个种。

## 扩展阅读
- 維基物種上的相關：红柄白鹃梅